# William N'Gounou
William N'Gounou, né le 31 juillet 1983, est un joueur de football professionnel nigérien évoluant au poste de milieu offensif au Prespa Birlik en Division 2.
William N'Gounou a fait date en marquant le premier but nigérien dans une Coupe d'Afrique.

## Statistiques

### En club
| Saison | Club                | Pays  | Championnat | Championnat | Championnat |
| Saison | Club                | Pays  | Division    | Matchs      | Buts        |
| ------ | ------------------- | ----- | ----------- | ----------- | ----------- |
| 2008   | FC Rosengård        | Suède | Division 1  | 17          | 9           |
| 2009   | FC Rosengård        | Suède | Division 1  | 13          | 3           |
| 2010   | FC Rosengård        | Suède | Division 1  | 23          | 6           |
| 2011   | IF Limhamn Bunkeflo | Suède | Division 1  | 17          | 2           |
| 2012   | IF Limhamn Bunkeflo | Suède | Division 1  | 6           | 2           |

### En sélection nationale
| Sélection | Année | Matchs | Buts |
| --------- | ----- | ------ | ---- |
| Niger A   | 2011  | 4      | 0    |
| Niger A   | 2012  | 5      | 1    |
| Total     | Total | 9      | 1    |

### Buts en sélection
| Buts en sélection de William N'Gounou | Buts en sélection de William N'Gounou | Buts en sélection de William N'Gounou | Buts en sélection de William N'Gounou | Buts en sélection de William N'Gounou | Buts en sélection de William N'Gounou | Buts en sélection de William N'Gounou |
|                                       | Date                                  | Lieu                                  | Adversaire                            | Score                                 | Résultat                              | Compétition                           |
| ------------------------------------- | ------------------------------------- | ------------------------------------- | ------------------------------------- | ------------------------------------- | ------------------------------------- | ------------------------------------- |
| 1.                                    | 27 janvier 2012                       | Stade d'Angondjé, Libreville (Gabon)  | Tunisie                               | 1-1                                   | 1-2                                   | CAN 2012                              |

NB : Les scores sont affichés sans tenir compte du sens conventionnel en cas de match à l'extérieur (Niger-Adversaire)